# Stachylina queenslandiae
Stachylina queenslandiae är en svampart som beskrevs av Lichtw. 1990. Stachylina queenslandiae ingår i släktet Stachylina och familjen Harpellaceae.   Inga underarter finns listade i Catalogue of Life.